# Ryūtaku-ji
 (avril 2025).
Si vous disposez d'ouvrages ou d'articles de référence ou si vous connaissez des sites web de qualité traitant du thème abordé ici, merci de compléter l'article en donnant les références utiles à sa vérifiabilité et en les liant à la section « Notes et références ».
Le Ryūtaku-ji (龍沢寺, ryūtaku-ji) est un temple bouddhiste situé dans la ville de Mishima (préfecture de Shizuoka). Il appartient à la branche Myōshin-ji de l'école Rinzai, l'une des trois écoles du bouddhisme zen japonais. Le nom de montagne (山号, sangō?) du temple est Entsūzan (圓通山?). Le bodhisattva qui y est principalement vénéré est Koyasu Kannon.

## Histoire
Bien que les archives du temple aient été perdues, le temple affirme avoir été fondé par Kūkai pendant l'époque de Heian à l'emplacement actuel d'Atago à Tokyo. 
Il a été converti à l'école Rinzai à l'époque Keicho (1596 - 1615) et déplacé à Mishima par Hakuin Ekaku en 1761.
Bien que reconstruit au début de l'ère Meiji, il était pratiquement tombé en ruines à l'ère Taishō, avant d'être ressuscité grâce aux efforts de Gempō Yamamoto.

## Abbés
- Soen Nakagawa, jusqu'en 1984.
- Sochu Suzuki, de 1984 à 1990.
- Kyudo Nakagawa, de 1990 à 2007.
- Eizan Goto, depuis 2008.

## Emplacement
326 Sawaji, Mishima-shi, Shizuoka-ken.

## Accès en transports
- 15 minutes en voiture de la gare JR Tōkaidō Honsen Mishima.
- 5 minutes en voiture de l'échangeur Mishima-Kamo sur l'autoroute longitudinale d'Izu.
- Bus : 20 minutes depuis la sortie sud de la gare de Mishima par le Fujikyu City Bus.
- Taxi : 10-15 minutes en taxi depuis la sortie nord de la gare de Mishima.

## Note de bas de page
- (en)/(ja) Cet article est partiellement ou en totalité issu des articles intitulés en anglais « Ryūtaku-ji » (voir la liste des auteurs) et en japonais « 龍沢寺 (三島市) » (voir la liste des auteurs).